# Edgar Ynsfrán Doldán
Edgar Linneo Ynsfrán Doldán (Assunção, 9 de dezembro de 1921 – Assunção, 2 de novembro de 1991) foi um político paraguaio de importante atuação na época de Stroessner e um dos líderes políticos do movimento político militar que derrubou seu regime em 1989.

## Carreira política
Edgar Ynsfrán é o mais velho dos quatro filhos do casamento entre Linneo Ynsfrán e Inocencia Doldán. Walter, Gladys e Oscar Facundo eram seus irmãos. Completou seus estudos primários no Colégio San José da capital, enquanto concluiu o ensino médio no Colégio Nacional Capitalino. Sua vida universitária girou em torno da Faculdade de Engenharia da Universidade de Buenos Aires e, posteriormente, na Faculdade de Direito e Ciências Sociais da Universidade Nacional de Assunção.
Em cargos públicos, foi subsecretário do Ministério da Agricultura e Pecuária, secretário-geral do Ministério da Fazenda, parlamentar, delegado da Câmara dos Representantes ao Congresso Interparlamentar Mundial (Roma, 1948), ministro plenipotenciário e delegado ao III Assembléia da ONU realizada em Paris, e aprovou a Declaração Universal dos Direitos Humanos. Outros cargos que lhe são atribuídos são o de Inspetor-Geral dos Consulados, assessor jurídico do Ministério do Interior, chefe da Polícia da Capital e também de Ministro do Interior, cargo com o qual desempenhou um papel de destaque nos momentos difíceis paraguaio e principal responsável pela repressão de grupos subversivos e guerrilheiros no final dos anos 1950 e início dos anos 1960.
Quando Alfredo Stroessner esteve ausente, foi cinco vezes responsável pela administração geral do país (junho e setembro de 1956; setembro de 1957; abril e depois maio de 1958). Em 3 de fevereiro de 1957 executou a fundação de Puerto Presidente Stroessner, plebiscito como Ciudad del Este em 1989.
Foi membro da Associação Nacional Republicana e vice-presidente deste partido em duas ocasiões. Ele se alistou nas fileiras do setor "Guión Rojo", liderado por J. N. González. Como resultado da derrubada do presidente González, ele foi exilado na Argentina. Após longos anos de ostracismo político, voltou a atuar na segunda metade da década de 1980, liderando o movimento interno do partido Colorado, conhecido como "Grupo dos 34".
Após as eleições de 1989, após o golpe de estado, passou a ocupar uma cadeira na Câmara dos Senadores. Faleceu em Assunção, em 2 de novembro de 1991.